# Gruppo di Boedo

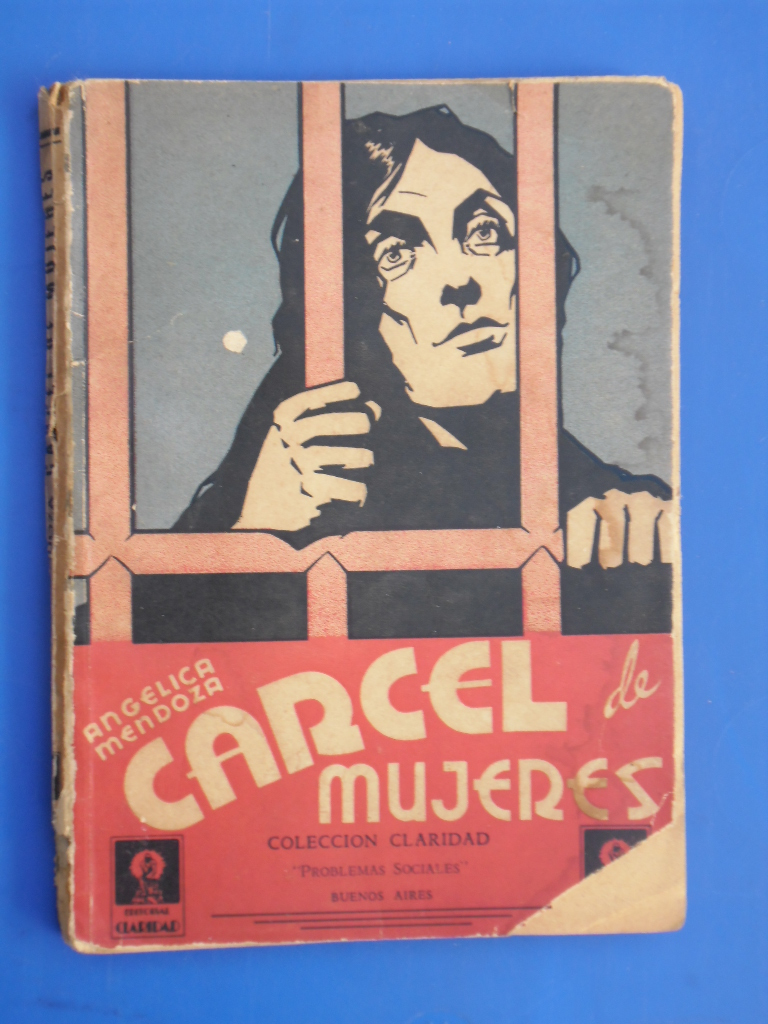
Cárcel de mujeres, libro edito da Editorial Claridad, dove storicamente si riunivano gli scrittori del Gruppo di Boedo.

Il gruppo Boedo o gruppo di Boedo (in spagnolo grupo Boedo o grupo de Boedo) fu una corrente artistica che riunì gli artisti appartenenti all'avanguardia argentina durante gli anni '20 del XX secolo. 
Tradizionalmente, la storiografia culturale argentina lo contrappone al gruppo Florida. La denominazione deriva dai principali luoghi in cui i suoi membri usavano riunirsi: l'Editorial Claridad, situata al civico 837 di avenida Boedo, e il Café El Japonés all'873, in uno dei quartieri operai di Buenos Aires. 
Il gruppo si distinse per i temi sociali trattati, le idee di sinistra e il desiderio di restare connessi a tematiche popolari, legate in particolar modo al movimento operaio.

## Storia

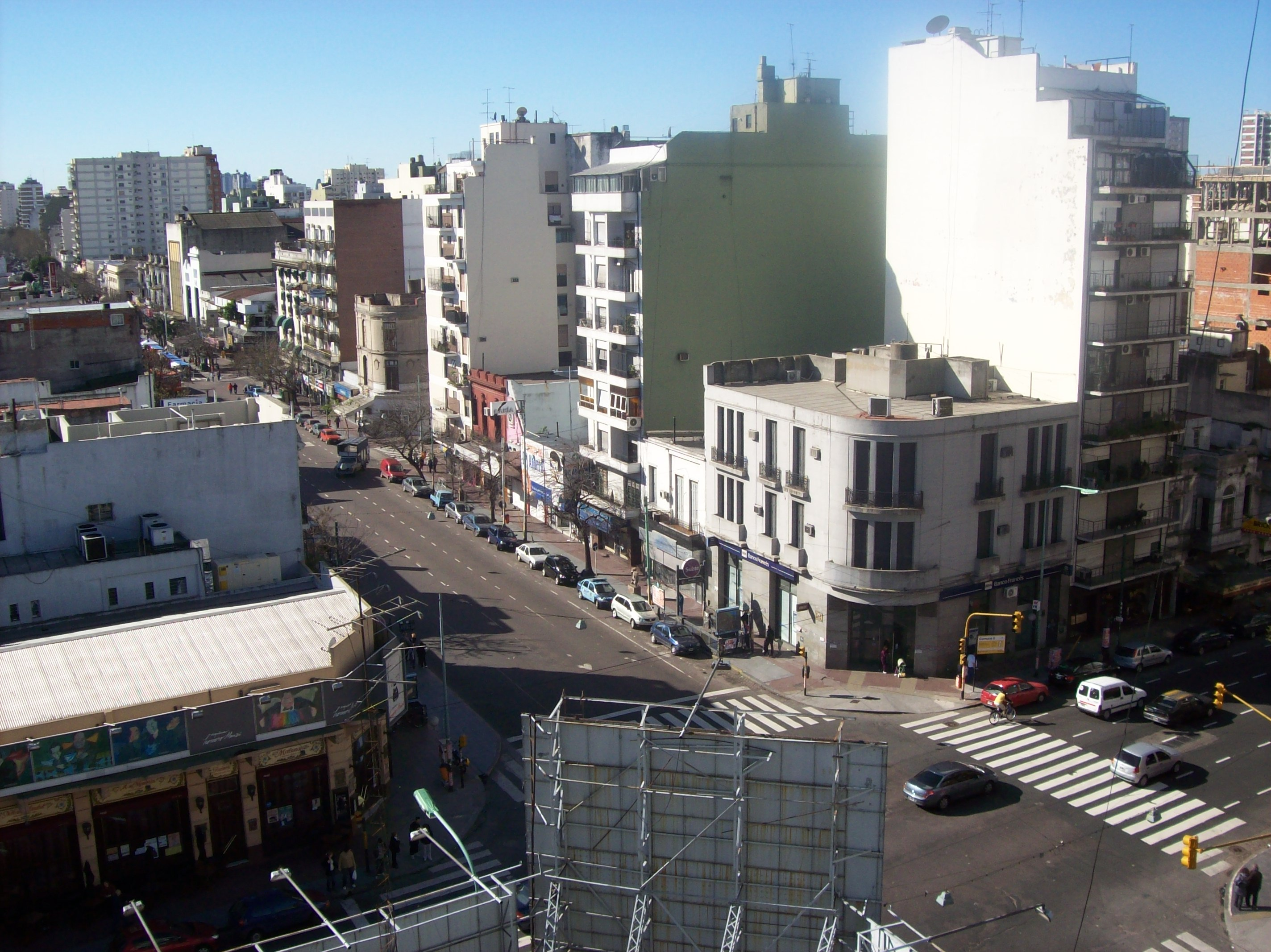
Avenida Boedo, strada di Buenos Aires.

Il Gruppo di Boedo nacque nel 1922 in seguito al concorso letterario indetto dal quotidiano La Montaña, al quale parteciparono Elías Castelnuovo, Leónidas Barletta, Roberto Mariani e Álvaro Yunque, che ottenne anche una menzione speciale.
Il gruppo rappresentò anche una conseguenza della chiusura, nell'autunno del 1924, della rivista Extrema Izquierda, i cui cronisti si rifugiarono nella sede dell'Editorial Claridad.

### Editorial Claridade la formazione del Gruppo di Boedo
L'Editorial Claridad fu fondata il 30 gennaio 1922 da Antonio Zamora, giornalista di idee socialiste che fino ad allora aveva scritto del movimento operaio per il quotidiano Crítica. Diresse la casa editrice sin dalla sua fondazione, pubblicando opere incentrate su tematiche sociali o espressione della letteratura popolare. Dal 1924 la casa editrice divenne luogo d'incontro di scrittori e artisti di sinistra, tra i quali Leónidas Barletta, Nicolás Olivari ed Elías Castelnuovo, considerati i padri del movimento.
Sebbene il gruppo sia attualmente noto con il nome del quartiere Boedo di Buenos Aires, divenuto tale in epoca successiva, il riferimento originario fu all'avenida Boedo, asse del barrio in cui si trovavano i caffè frequentati dai suoi membri. 

## Caratteristiche

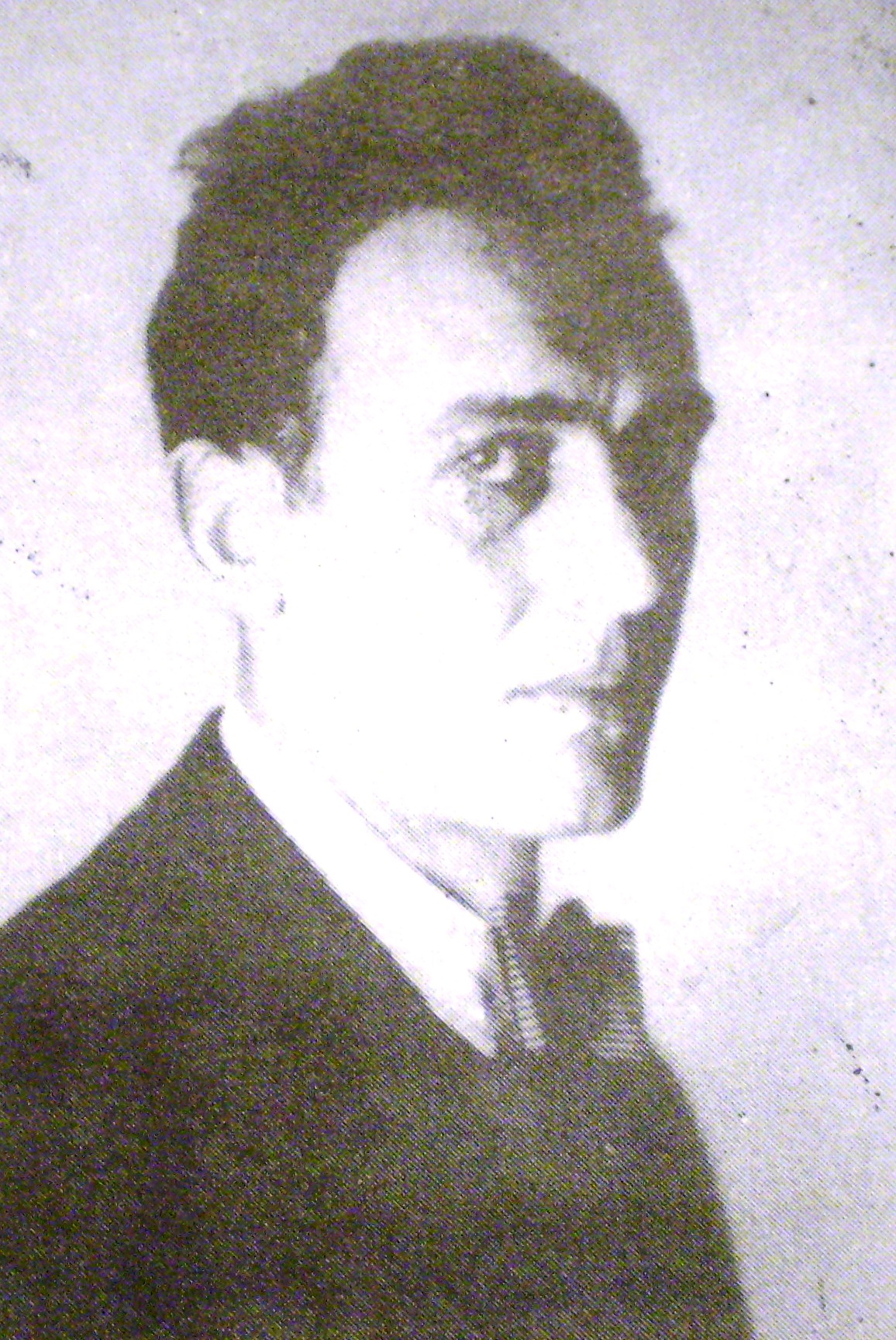
Elías Castelnuovo, uno dei principali esponenti del Gruppo di Boedo.

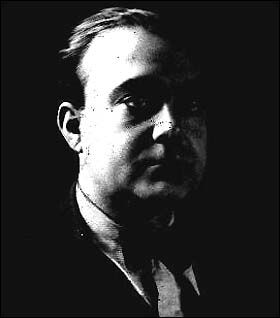
Leónidas Barletta, altro esponente del Gruppo di Boedo.

La maggior parte dei membri del Gruppo Boedo predilesse il genere narrativo, sebbene alcuni scrittori, tra cui Nicolás Olivari e Roberto Mariani, usavano comporre poesie, genere preferito del gruppo Florida. Caratteristica del collettivo fu la continua ricerca di innovazioni avanguardiste legate a tematiche sociali, lavorative e politiche, lette da una prospettiva di sinistra e, in particolare, socialista. Per i boediani lo scrittore, spinto da un forte interesse pedagogico, aveva come funzione la costruzione di una nuova società ed è proprio da quel viale della parte sud della città, in una zona proletaria, che l'arte sarà intesa come la via per la rivoluzione sociale.
Le loro opere vennero diffuse anche attraverso le riviste Los Pensadores, Dínamo ed Extrema Izquierda.

## Florida e Boedo
L'articolo di Roberto Mariani "Martín Fierro e io" è tradizionalmente considerato alla base della rivalità tra i gruppi Boedo e Florida.
I due collettivi sono considerati in contrapposizione, sebbene i confini tra i due non siano mai stati chiari e marcati. Al gruppo della Florida è stata attribuita un'identificazione con le élite economiche, i suoi membri erano soliti radunarsi nei quartieri centrali della capitale argentina e tendevano a rimarcare l'importanza del rinnovamento delle forme d'arte. Il gruppo Boedo, che puntava invece su contenuti sociali e politici, era espressione della classe operaia ed usava riunirsi nella periferia cittadina.
La linea di demarcazione tra i due collettivi fu tuttavia labile, in diverse occasioni artisti collocati dalla critica in uno dei due gruppi dichiararono di non sentirsene parte integrante o di non avvertire questa rigida contrapposizione: Roberto Alt, considerato un artista boediano, fu segretario personale di Ricardo Güiraldes, simbolo della Florida.
Raúl González Tuñón, altro esempio calzante, dichiarò di sentirsi parte del gruppo Florida, ma di essere sistematicamente incluso in Boedo e condividerne alcune caratteristiche essenziali. Dopo aver approfondito la controversia, coniò l'emblematica definizione di gruppo di Floredo, rimarcando una contrapposizione meramente ideologica.
Membri di entrambi i gruppi cambiarono schieramento nel tempo e Jorge Luis Borges, identificato con il gruppo Florida, confessò che questa rivalità non era altro che uno scherzo. 

## Membri

### Letteratura
- Leónidas Barletta
- Elías Castelnuovo
- Aristóbulo Echegaray
- Raúl González Tuñón
- José Portogalo
- Roberto Mariani
- Nicolás Olivari
- Alberto Pinetta
- Gerardo Pisarello
- Gustavo Riccio
- Abel Rodríguez
- Lorenzo Stanchina
- César Tiempo (anche attraverso lo pseudonimo Clara Beter)
- Álvaro Yunque
- Roberto Arlt
- Juan Carlos Mauri
- Enrique Amorim
- Cayetano Córdova Iturburu

### Pittura
- José Arato
- Adolfo Bellocq
- Guillermo Hebécquer
- Abraham Vigo

### Musica
- Cátulo Castillo
- Homero Manzi
- Juan Francisco Giacobbe
- José González Castillo
- Pedro Laurenz
- Pedro Maffia
- Sebastián Piana